# Неверов, Игорь Святославович
И́горь Святосла́вович Неве́ров (род. 20 июня 1956) — советский и российский дипломат. Начальник управления Администрации Президента Российской Федерации по внешней политике с 29 сентября 2018 года.

## Биография
Окончил МГИМО МИД СССР (1978). На дипломатической работе с 1978 года.
- В 1978—1984 годах — атташе Посольства СССР в США.
- В 1984—1987 годах — сотрудник Отдела США и Канады МИД СССР.
- В 1987—1992 годах — второй секретарь Посольства СССР, затем России в США.
- В 1992—1994 годах — руководитель отдела военно-политических проблем Департамента Северной Америки МИД России.
- В 1994—1998 годах — заместитель директора Департамента Северной Америки МИД России.
- В 1998—2002 годах — советник-посланник Посольства России в США.
- С сентября 2002 по сентябрь 2009 года — директор Департамента Северной Америки МИД России.
- С 13 сентября 2004 по 16 февраля 2010 года — член коллегии МИД России[2][3].
- С 4 сентября 2009 по 7 мая 2014 года — чрезвычайный и полномочный посол России в Швеции[4][5].
- С 12 мая 2014 по 2018 год — директор Второго европейского департамента МИД России[6].
- С 11 августа 2014 — член коллегии МИД России[7].
- С 29 сентября 2018 — начальник управления администрации Президента Российской Федерации по внешней политике[1].

## Семья
Жена — Елена Эрнестовна Неверова, преподаватель английского языка в МГИМО. Имеет двух дочерей.

## Собственность и доходы
Согласно данным, размещенным в декларации, содержащей сведения о доходах, расходах, об имуществе и обязательствах имущественного характера лиц, замещающих государственные должности Российской Федерации, за 2018 год Игорь Неверов заработал 7 159 396 рублей. Доход его супруги за тот же период составил 1 212 602 рубля. В собственности Неверова находятся земельный участок площадью 775 кв. метров и жилой дом, площадью 152,2 кв. метра. Супруга Игоря Неверова владеет квартирой площадью 62,9 кв. метров. Ещё одна квартира площадью 82 кв. метра принадлежит Игорю Неверову и его супруге на правах совместной собственности. Игорь Неверов также владеет автомобилем марки Вольво S60.

## Награды
- Орден Дружбы (18 августа 2009) — за большой вклад в реализацию внешнеполитического курса Российской Федерации и многолетнюю дипломатическую службу[9]
- Орден Почёта (26 августа 2016) — за большой вклад в реализацию внешнеполитического курса Российской Федерации и многолетнюю добросовестную работу[10]

## Дипломатический ранг
- Чрезвычайный и полномочный посол (28 июля 2008)[11].